# Medveđa (gmina Trstenik)
Medveđa (cyr. Медвеђа) – wieś w Serbii, w okręgu rasińskim, w gminie Trstenik. W 2011 roku liczyła 2270 mieszkańców.